# Tordalk

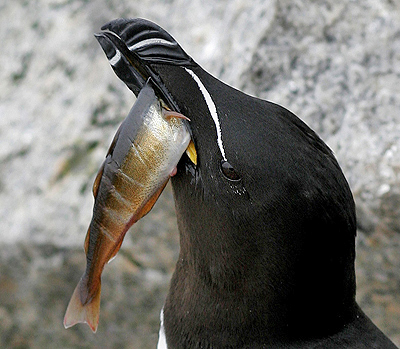
Tordalk mit Fisch

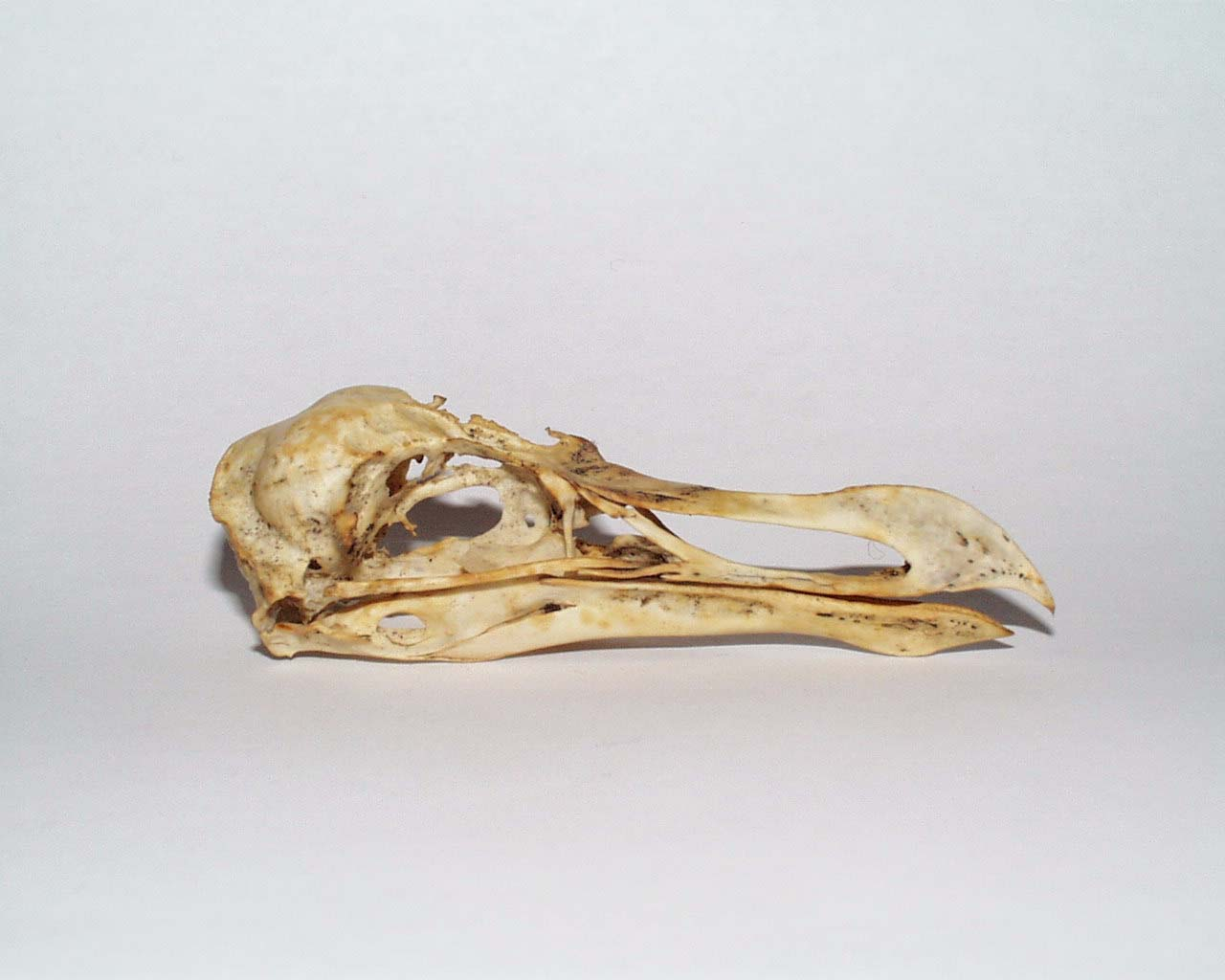
Schädel eines Tordalks

Der Tordalk [ˈtʰɔʁtʔalk] (Alca torda) ist ein Vogel aus der Familie der Alkenvögel und der einzige Vertreter der Gattung Alca. Zwei Unterarten werden unterschieden, die sich geringfügig in der Größe unterscheiden, aber genetisch nur wenig differenziert sind.
Der Tordalk ist ein kräftig gebauter Alkenvogel mit einem hohen und seitlich zusammengedrückten Schnabel sowie einem für einen Alkenvogel ungewöhnlich langen Schwanz. Auf dem Wasser und im Flug erinnert er an Lummen, von denen er sich jedoch durch seinen kräftigeren Schnabel und den längeren Schwanz unterscheidet. An Land läuft und hockt der Tordalk in aufrechter Körperhaltung. In Mitteleuropa ist der Tordalk ein lokaler Brut- und Sommervogel. Wintergäste halten sich außerdem regelmäßig an der Ost- und Nordseeküste auf.
Der Tordalk wurde 2015 von der IUCN als potenziell gefährdet (near threatened) eingeschätzt. 2021 wurde er wieder als nicht gefährdet (least concern) bewertet. Die Bestände unterliegen Schwankungen.

## Beschreibung

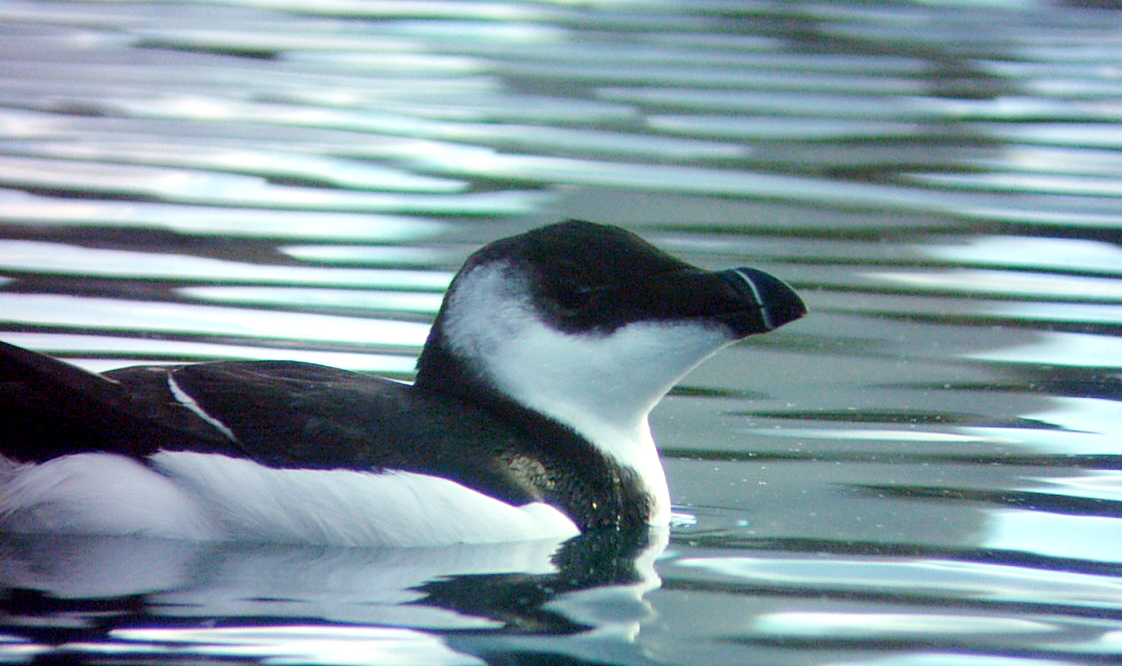
Schwimmender Tordalk im Schlichtkleid

Erwachsene Tiere sind 38 bis 43 cm lang und haben eine Flügelspannweite von 60 bis 69 cm. Sie wiegen zwischen 600 und 800 Gramm und sind damit um etwa 22 % leichter als die ihnen – zumindest für unerfahrene Vogelbeobachter – ähnlich sehenden Trottellummen. Der Sexualdimorphismus ist nur geringfügig ausgeprägt. Im Prachtkleid sind Rücken und Kopf schwarz, Bauch sowie die Unterseite der Flügel weiß. Eine dünne weiße Linie verläuft vom Auge zum Oberschnabel. Der Schnabel ist schwarz mit einem auffallenden, weißen, senkrechten Strich kurz vor den Nasenlöchern.
Das Schlichtkleid gleicht weitgehend dem Prachtgefieder, allerdings sind die Kehle, die Nackenseiten und das Gesicht hinter den Augen weiß. Die weißen Linien am Kopf und Schnabel sind weniger auffällig oder fehlen ganz. Jungvögel haben ein Gefieder, das dem Schlichtkleid gleicht. Ihr Schnabel ist allerdings kürzer, schmäler und rein schwarz.
Der Flug dieser tag- und dämmerungsaktiven Alkenvögel ist geradlinig mit raschem, schwirrendem Flügelschlag. Auf die Jagd gehen Tordalken einzeln. Die Tauchtiefe beträgt gewöhnlich nur wenige Meter. Ähnlich wie beim Papageitaucher werden Fische für die Nestlinge quer im Schnabel transportiert.

Geographische Verbreitung: orange-rot: Brutgebiete, blau: Überwinterungsbereiche

## Verbreitung und Lebensraum
Das Brutareal der Tordalken umfasst boreale und subarktische Küsten des Nordatlantiks zwischen 43° und 73° nördlicher Breite. Das Verbreitungsgebiet überlappt sich sehr stark mit dem der Trottellumme. Anders als diese Art kommt der Tordalk aber ausschließlich im Nordatlantik vor. Der Verbreitungsschwerpunkt liegt auf Island, wo etwa 65 bis 70 % des Weltbestandes brüten. Weitere zwanzig Prozent brüten auf den Britischen Inseln und zehn Prozent des globalen Bestandes verteilen sich auf kleine Kolonien hauptsächlich in Kanada und Norwegen. Die südlichsten Vorkommen liegen in Europa vor der Küste Nordfrankreichs und in Amerika beim Bundesstaat Maine. In Deutschland kommen auf Helgoland einige Brutpaare vor, nachdem die Brutbestände zunächst in den 1960er Jahren dort erloschen waren. Dort brüten seit Ende der 1980er Jahre wieder Tordalken, die der Unterart Alca torda islandica angehören. Die im Winter zu beobachtenden Vögel gehören dagegen zur Nominatform Alca torda torda. Die Nominatform weist auf einer Insel in der Nähe von Bornholm eine sehr große Brutkolonie mit bis zu tausend Brutpaaren auf.
Im Winter ziehen europäische Vögel bis in das westliche Mittelmeer und amerikanische nach Neufundland und Neuengland. Die Wanderbewegungen sind damit ausgeprägter als bei anderen im Atlantik brütenden Alkenvögeln. Sie treffen ab März wieder in ihren Brutgebieten ein.

## Nahrung und Nahrungsweise
Ihre Nahrung fangen die Tordalken beim Tauchen unter Wasser. Dichte Schwärme von tauchenden Tordalken sind ausgesprochen selten. Anders als die anderen großen Alkenvögel suchen Tordalken auch in Flussmündungen mit einer reduzierten Salinität nach Nahrung. Die Nahrung besteht hauptsächlich aus Fischen wie Heringen, Sandaalen und Sprotten, aber auch aus Krebstieren und Meereswürmern. In der Nordsee liegen die meisten Nahrungsgebiete, die die Tordalken während der Brutzeit aufsuchen, nahe der Brutkolonie. Auf Skomer, einer Insel vor der walisischen Küste, finden Tordalken ihre Nahrung dagegen bis zu 15 Kilometer entfernt von ihrem Brutplatz. Die Tauchtiefe kann bis zu 120 Meter betragen, erreicht aber meistens nur 40 Meter. Durchschnittlich tauchen Tordalken weniger als sechzig Sekunden.
Während der Nahrungssuche finden sich häufig Fluss-Seeschwalben, Silbermöwen, Zwergmöwen und Dreizehenmöwen in der Nähe der tauchenden Tordalken. Insbesondere die Dreizehenmöwe scheint von Beute zu profitieren, die auf Grund der Tauchgänge der Tordalken an die Oberfläche getrieben werden.

## Fortpflanzung

### Sozialverhalten

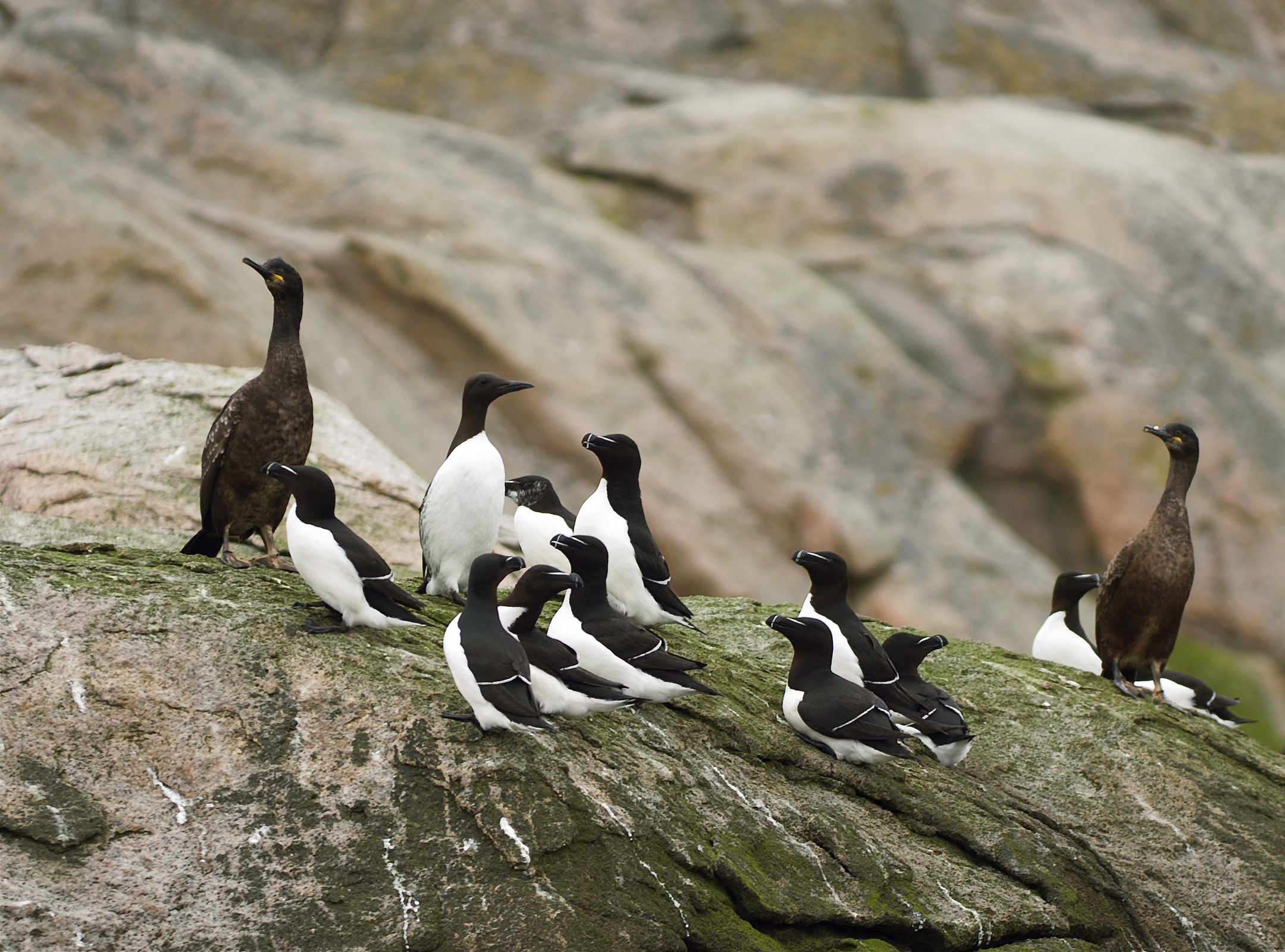
Tordalken in einer Kolonie mit Krähenscharben (Phalacrocorax aristotelis) und Trottellumme (Uria aalge) vor Stø, Norwegen

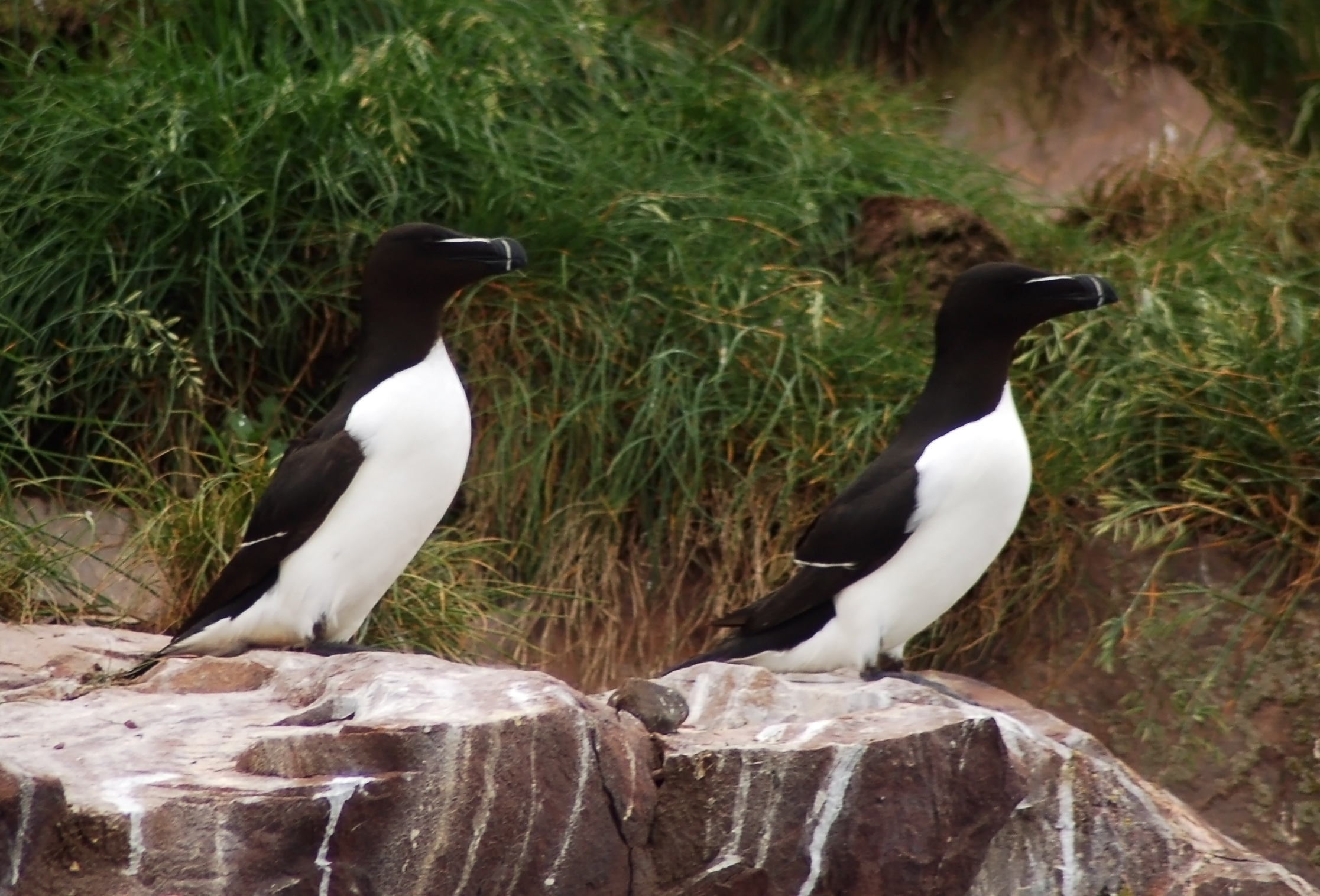
Tordalken auf Gull Island

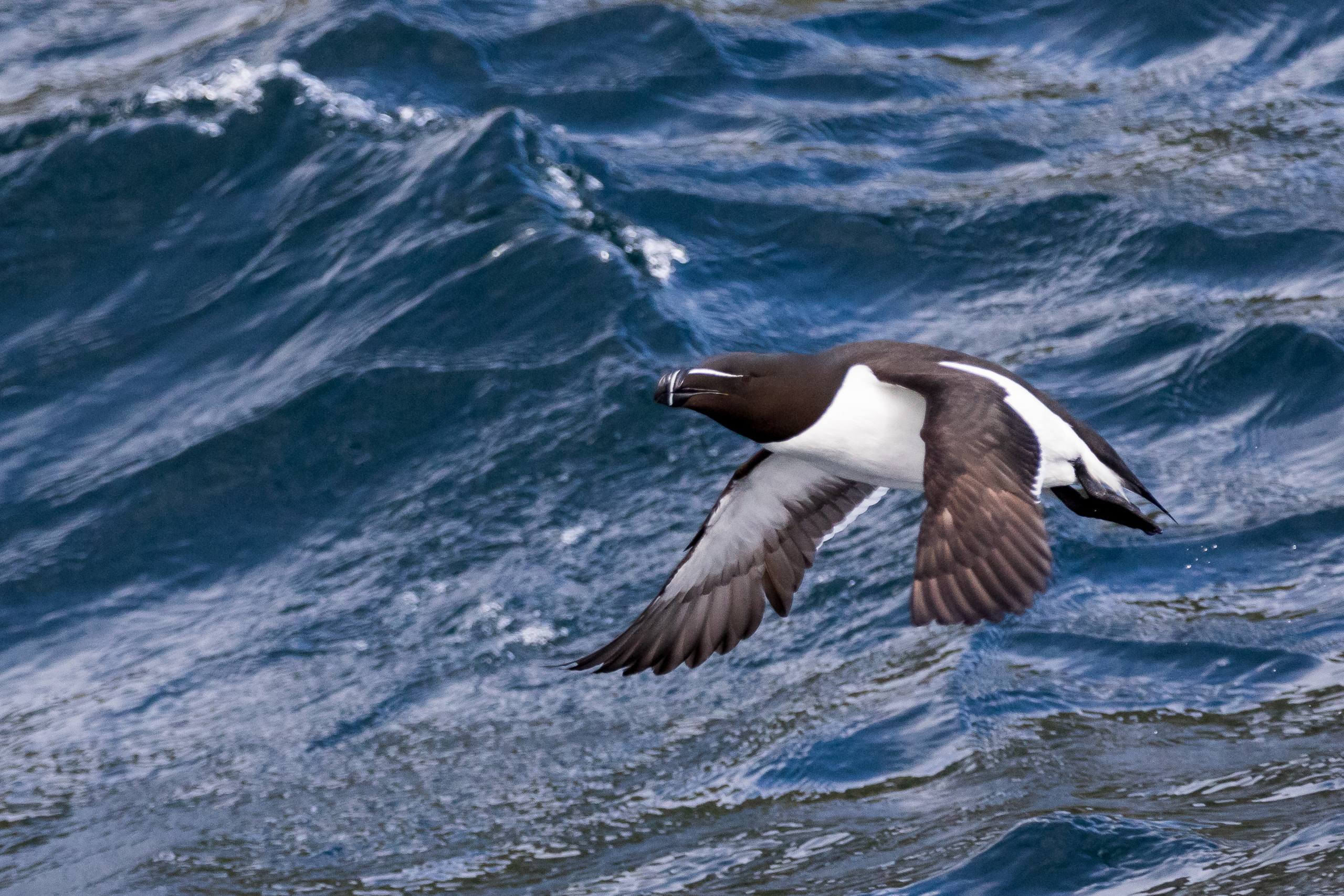
Tordalk vor Storstappen

Tordalken kehren je nach geografischer Breite zwischen Ende Februar und Mai in ihre Brutkolonien zurück. Die Brutplatztreue ist sehr hoch und beträgt 91,5 %.
Tordalken bilden oft große Kolonien zusammen mit anderen Arten der Alkenfamilie. Erstbrütende Tordalken sind in der Regel zwischen vier und sechs Jahre alt. Typischerweise erscheinen dreijährige Tordalken am Ende der Brutzeit in der Nähe der Kolonie. Vor dem Beginn der Belegezeit fluktuiert der Bestand an Vögeln innerhalb einer Kolonie sehr stark. Alle vier bis sechs Tage sind fast alle Brutpaare der Kolonie anwesend, dann sinkt die Zahl der anwesenden Brutvögel bis fast auf Null. Ausgeprägtes soziales Verhalten ist in dieser Zeit sowohl im Wasser als auch an Land zu beobachten. Zum Sozialverhalten gehört unter anderem ein ausgedehntes Kraulen des Partnervogels.

### Niststandort und Gelege

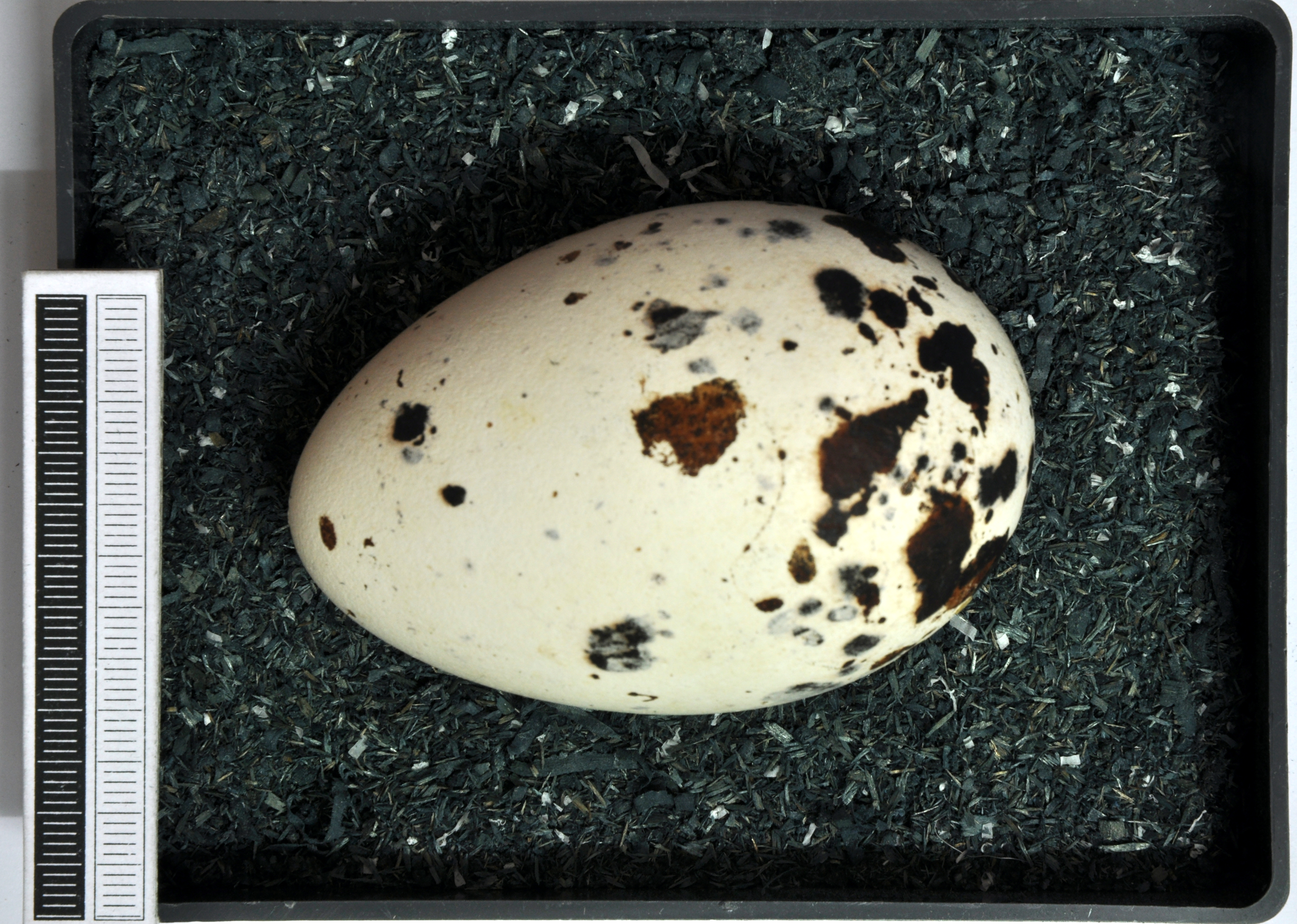
Ei (Sammlung Museum Wiesbaden)

Der Tordalk brütet an der Küste an Klippen oder auf flachen, mit Felsgeröll bedeckten Stränden. Nur sehr selten errichten Tordalken ihre Nester frei auf Felssimsen. Gewöhnlich findet sich das Nest in einer Felshöhlung oder -nische. Es wird gelegentlich auch zwischen oder unter Felsbrocken errichtet und mitunter nutzen Tordalken auch die Nisthöhlen von Papageitauchern. Grundsätzlich ist jedoch der Bruterfolg in überdachten und damit geschützten Brutplätzen signifikant höher als der an exponierten Stellen. Material wird gewöhnlich nicht eingetragen, es findet sich jedoch gelegentlich eine Ansammlung kleiner Steinchen rings um die Nistmulde. Der Abstand zum nächsten Nest beträgt in der Regel eine Vogellänge.
Die Eiablage ist innerhalb einer Kolonie stark synchronisiert. 80 % aller Eier werden in einem Zeitraum von zehn Tagen gelegt. Der Zeitpunkt der Eiablage ist Anfang Mai im Süden und Anfang Juni im Norden des Verbreitungsgebietes. Das Weibchen legt meist nur ein recht großes Ei. Es wiegt ca. 90 Gramm und ist damit um etwa 17 % leichter als das der Trottellumme. Das Ei ist spindelförmig bis länglich oval, die Grundfarbe gewöhnlich weiß, gelegentlich aber auch bräunlich oder grünlich. Die Eier haben eine fein gekörnte, aufgeraute Oberfläche und weisen eine sehr variable Zeichnung aus braunen und schwarzen Sprenkeln, Punkten, Klecksen, Kritzeln und Bändern auf. Die Brutdauer ist sehr variabel und währt zwischen 28 und 43 Tagen, was vermutlich sowohl auf die unterschiedliche Brutintensität zu Beginn der Brutzeit als auch auf Wettereinflüsse zurückzuführen ist. An der Bebrütung des Geleges und der Versorgung des Jungvogels sind beide Elternvögel beteiligt. Die Brutablösung erfolgt nach 12 bis 24 Stunden.

### Jungvögel
Jungvögel der Tordalken sind Platzhocker. Sie weisen kurz nach dem Schlupf kurze und dichte Dunen mit seidigen Spitzen auf. Der Kopf und der Bauch sind hell gräulichweiß bis fahl zimtfarben. Die Körperoberseite und die Flanken sind braunschwarz. Die Halsseiten, die Kropfregion und die Flügel wirken durch die helleren Dunenspitzen aufgehellt. Auffällig ist bereits bei den Nestlingen der große, schwarze und seitlich abgeflachte Schnabel. Der Rachen ist blassgelb. Sie werden von den adulten Vögeln zwischen zwei und fünf Mal am Tag gefüttert. Typischerweise bringen die Elternvögel gleichzeitig mehrere Fische quer im Schnabel heran. Die tägliche Nahrungsmenge, die ein einzelnes Küken erhält, beträgt zwischen 20 und 22 Gramm.
Unmittelbar nach dem Schlupf wiegen die Nestlinge durchschnittlich 63 Gramm, sie nehmen bis zu ihrem 14. Lebenstag täglich etwa 8,3 Gramm zu und wiegen dann etwa 180 Gramm. Ihr Gewicht bleibt dann konstant oder ist sogar leicht rückläufig. Die Nestlinge sind mit einem Alter von neun bis zehn Lebenstagen in der Lage, ihre Körpertemperatur selber zu regulieren. An ungeschützten Brutplätzen werden sie jedoch während ihrer gesamten Nestlingszeit von einem Elternvogel bewacht und gehudert. An geschützten Niststandorten werden sie stundenweise von den Elternvögeln auch allein gelassen.
Die Jungvögel verlassen das Nest bereits nach durchschnittlich 17 bis 18 Tagen. Sie tragen dann ihr zweites Dunenkleid, das sogenannte Mesoptil, das aus Zwischenfedern mit stärkerem Schaft und dunenartigen Strahlen gebildet wird. Sie sind bereits schwarzweiß gefärbt und haben gewöhnlich eine weiße Kehle. Schwanz- und Schwungfedern sind noch nicht entwickelt, so dass sie zum Zeitpunkt des Flüggewerdens noch nicht flugfähig sind. Der sogenannte Alkensprung, bei dem die Jungvögel vom Brutfelsen springen, erfolgt meist ab Ende Juli, Anfang August. Sie landen entweder gleich auf dem Meer oder auf der Gras- und Geröllhalde unterhalb des Brutplatzes. Beim Sprung werden sie gewöhnlich von einem der Elternvögel begleitet. Meist ist es das Männchen, das mit ausgebreiteten Schwingen, gefächertem Schwanz und gespreizten Schwimmhäuten seinen Flug auf die Fallgeschwindigkeit des Jungvogels abzubremsen versucht. Die adulten Vögel führen dann die Küken aufs offene Meer. Der Bruterfolg beträgt in Großbritannien 71 Jungvögel pro 100 Brutpaare. Studien in anderen Regionen haben ähnliche Resultate erbracht. Zu den Prädatoren von Eiern und Jungvögeln zählen Kolkraben, Aaskrähen, Dohlen und Möwen. Von 100 Jungvögeln dieser Art erreichen nur etwa 11 bis 18 das fünfte Lebensjahr. Die Mortalitätsrate ausgewachsener Tordalken liegt bei etwa 9 %.

## Bestand und Gefährdungsursachen

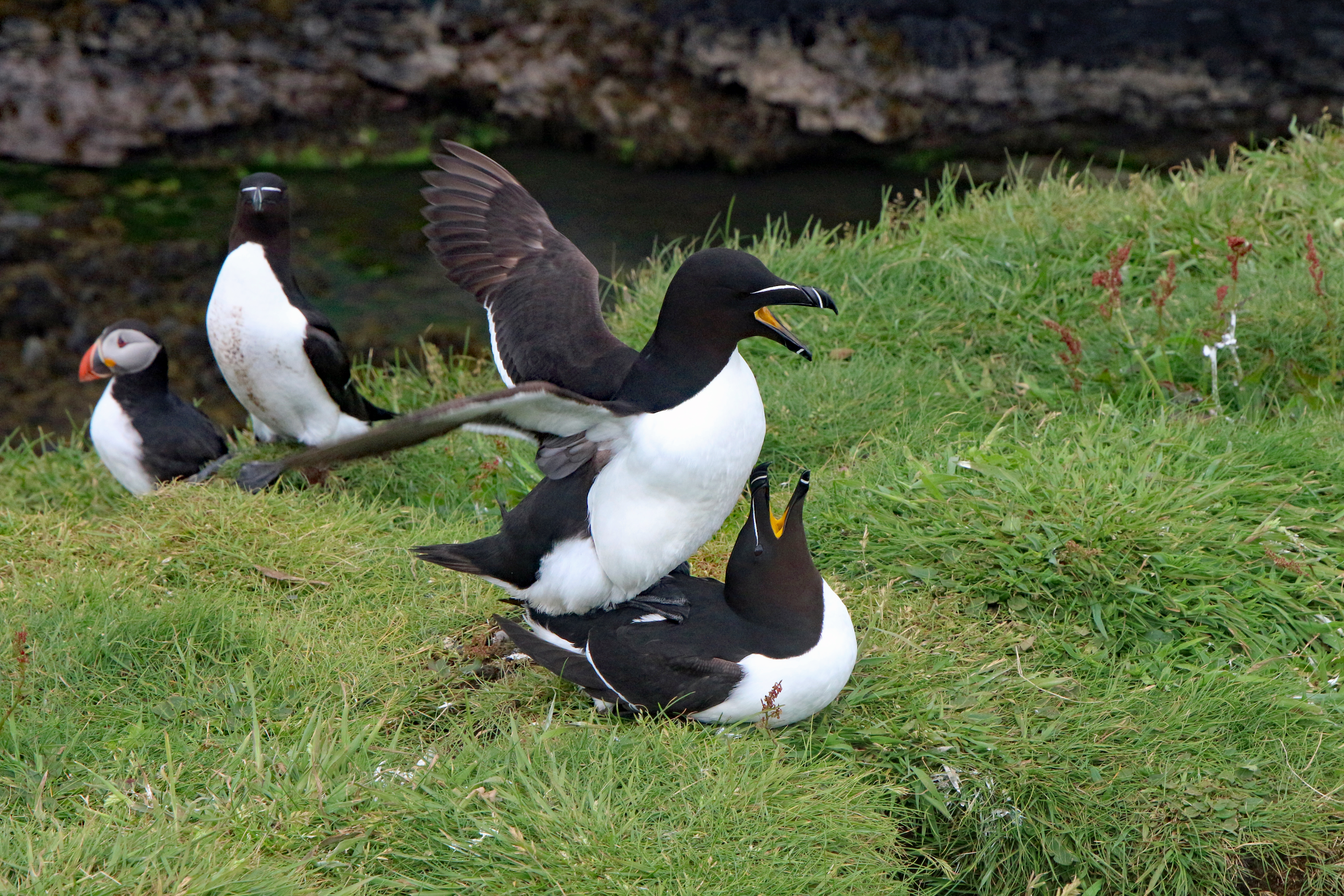
Sich paarende Tordalke auf Lunga (Treshnish Isles, Innere Hebriden) in einer gemischten Kolonie mit Papageitauchern

Der globale Bestand wird zu Beginn des 21. Jahrhunderts auf 0,6 bis 1,0 Millionen Brutpaare geschätzt. Der europäische Brutbestand macht davon etwa 430.000 bis 770.000 Brutpaare aus. Die größten Populationen befinden sich in Island und in Großbritannien. Bestände, die mehr als 10.000 Brutpaare umfassen, gibt es außerdem in Irland, Norwegen und Schweden. Die auf Helgoland befindliche Brutkolonie erlosch in den 1950er Jahren für einige Zeit. Zu einer dauerhaften Wiederbesiedelung kam es ab 1975. Im Zeitraum 2001 bis 2003 brüteten dort zwischen 12 und 17 Brutpaare. Als bedeutendes Brutareal im Ostseeraum kann die Insel Stora Karlsö bezeichnet werden, auf der sich 12.000 Brutpaare fortpflanzen (Stand: 2021).
Zu den Gefährdungsursachen zählten früher wie bei vielen Alkenvögeln die direkte Bejagung durch den Menschen sowie das Sammeln der Eier. Die Jagd hat jedoch derzeit nur noch eine lokale Bedeutung. Zu hohen Verlusten kommt es derzeit vor allem durch eine zunehmende Ölverschmutzung der Meeresgewässer. Tordalken ertrinken außerdem in Fischnetzen und leiden unter hohen Schadstoffbelastungen.

## Unterarten
Zwei Unterarten können aufgrund ihrer Körpergröße unterschieden werden:
- Alca torda islandica kommt in Island, den Faröern, den britischen Inseln und in der Nordsee vor. Diese Unterart lebt damit in etwas wärmeren Gewässern und weist eine etwas geringere Körpergröße als die Nominatform auf.
- Alca torda torda stellt die Nominatform dar.

Die Schwestergruppe des Tordalken ist der in historischer Zeit ausgerottete Riesenalk, der ebenfalls im Nordatlantik verbreitet war.

## Einzelbelege
1. 1 2 3  Bauer et al., S. 563
2. ↑  IUCN Redlist zum Tordalk, aufgerufen am 24. März 2017
3. ↑  IUCN Red List. Abgerufen am 11. August 2023.
4. 1 2 3 4  Kostrzewa, S. 46
5. ↑  Gaston et al., S. 126
6. ↑  Gaston et al., S. 126 und S. 127
7. 1 2  Gaston et al., S. 129
8. 1 2 3 4  Kostrzewa, S. 49
9. 1 2 3  Kostrzewa, S. 48
10. ↑  Gaston et al., S. 130
11. 1 2  Harrison et al., S. 172
12. ↑  Kostrzewa, S. 51
13. ↑  Gaston et al., S. 131
14. 1 2  Bauer et al., S. 565
15. 1 2  Harrison et al., S. 173
16. 1 2  Kostrzewa, S. 50
17. ↑  Gaston et al., S. 133
18. 1 2  Bauer et al., S. 564
19. ↑  Fåglarna. In: Stora Karlsö. Abgerufen am 13. März 2025 (schwedisch).